# Tata Nexon
Tata Nexon (укр. Тата Нексон)  - компактний кросовер індійської компанії Tata Motors, що випускається з 2017 року.

## Історія
Концепт-кар був показаний у 2014 році. Модель представлена у 2016 році на індійській виставці Auto Expo, виробництво розпочалося у липні 2017 року. 

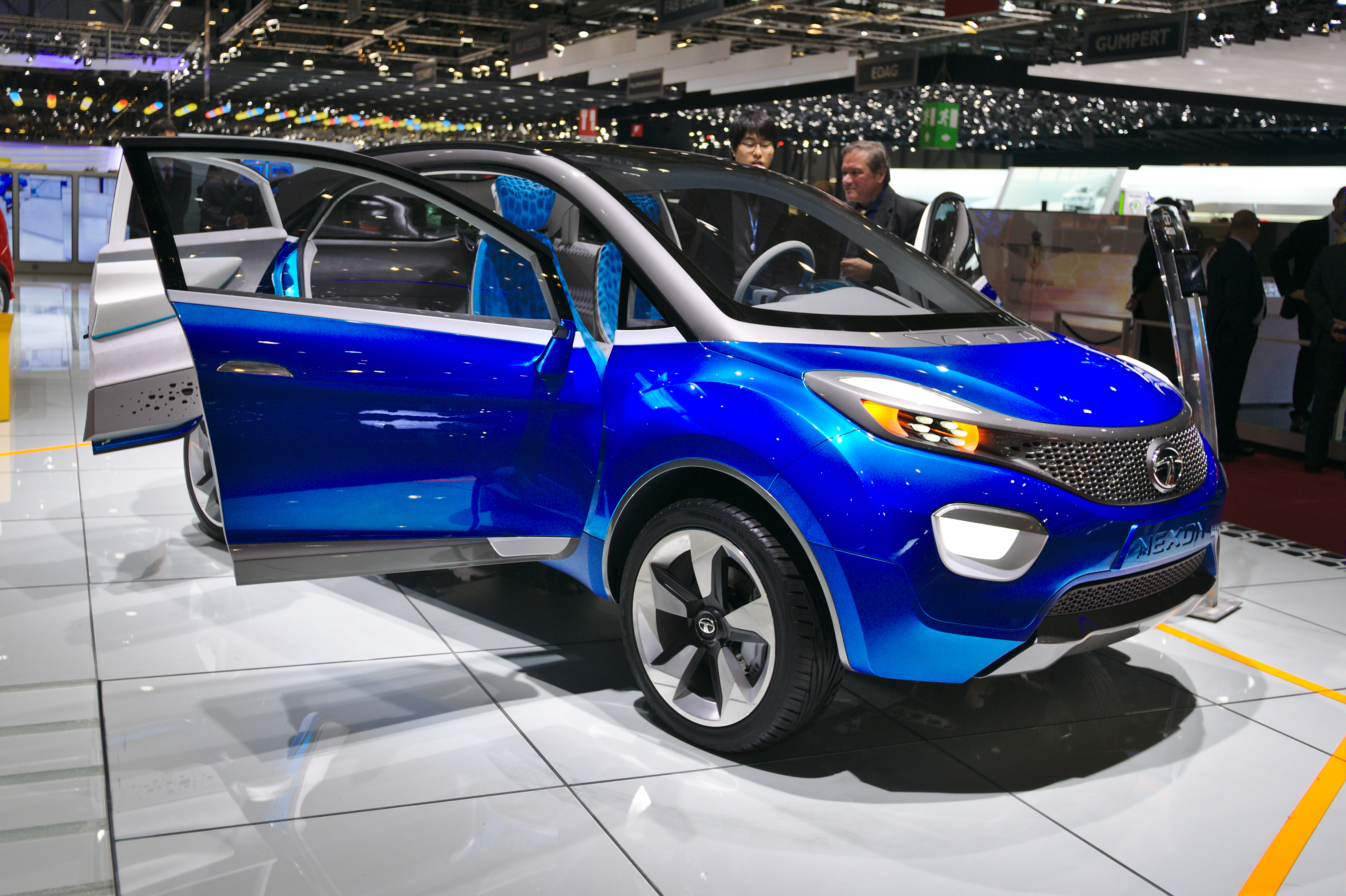
Концепт Tata Nexon (2014)

Продажі в Індії розпочалися з вересня 2017 року. Через рік модель увійшла до п'ятірки компактних кросоверів, що продаються на місцевому ринку.
Конкурентами моделі в Індії вважаються Mahindra XUV 300, Maruti Suzuki Vitara Brezza та Ford EcoSport.
Восени 2018 року випущена лімітована спецверсія «KRAZ», що відрізняється лише забарвленням кузова у чорний колір із сріблястим дахом.
Навесні 2017 року кросовер був показаний на Женевському автосалоні, влітку 2018 року почалися перші експортні поставки до Шрі-Ланки, але до Європи станом на грудень 2018 року модель не постачається.

### Перший фейсліфт
У січні 2020 року компанія Tata Motors випустила оновлений Nexon з додатковими функціями та двигунами, що відповідають вимогам Bharat Stage 6, і була представлена широкому загалу на виставці Auto Expo 2020. Nexon зазнав серйозних змін у зовнішньому вигляді, тепер заснованому на мові дизайну Impact 2.0. Новий автомобіль оснащений 1,5-літровим дизельним двигуном Revotorq з турбонаддувом, що відповідає стандарту Bharat Stage 6, потужністю 81 кВт (109 к.с) та 1,2-літровим бензиновим двигуном Revotron з турбонаддувом на 118 к.с. 

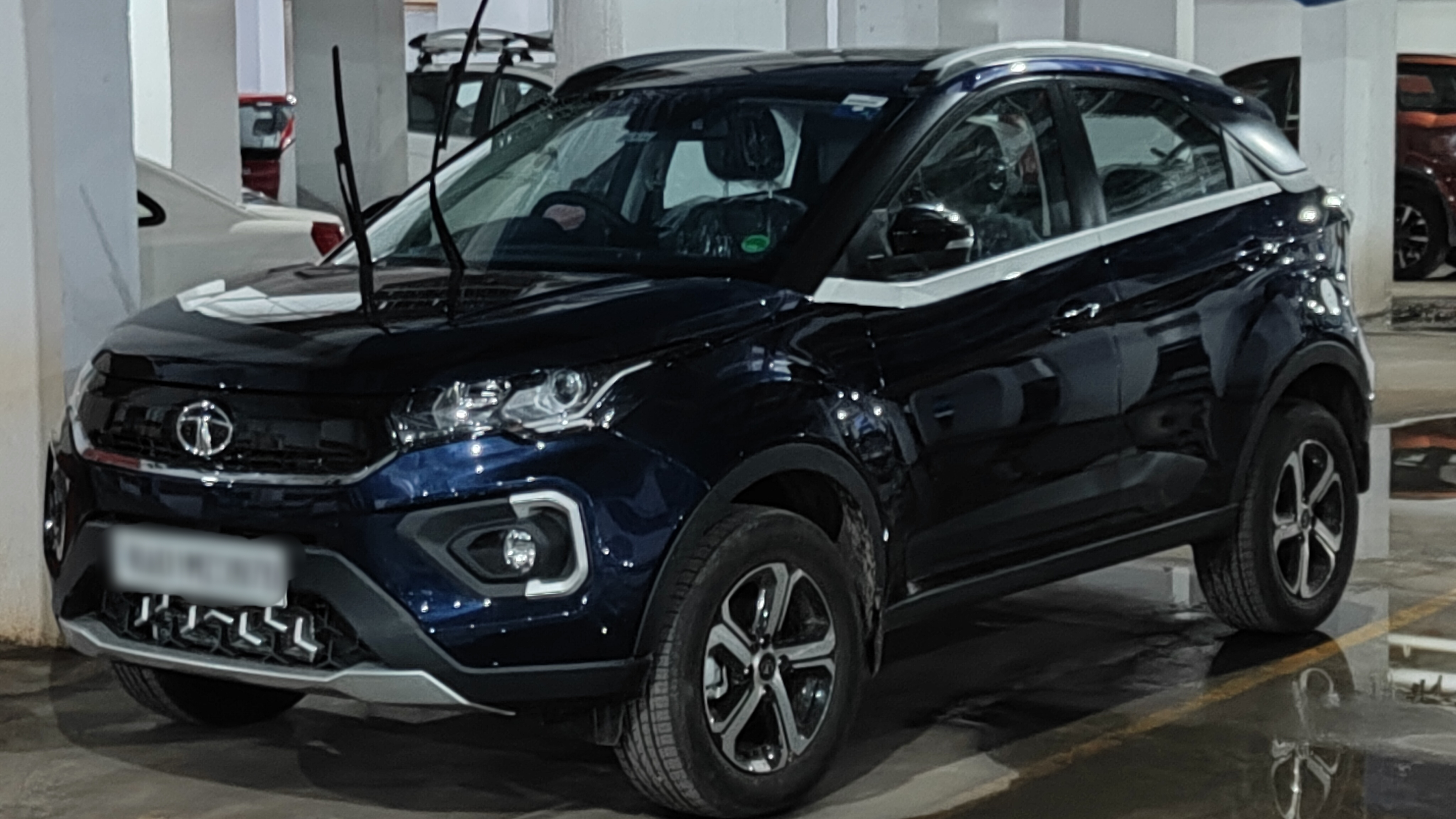
2023 Tata Nexon XZA вид спереду (Індія)
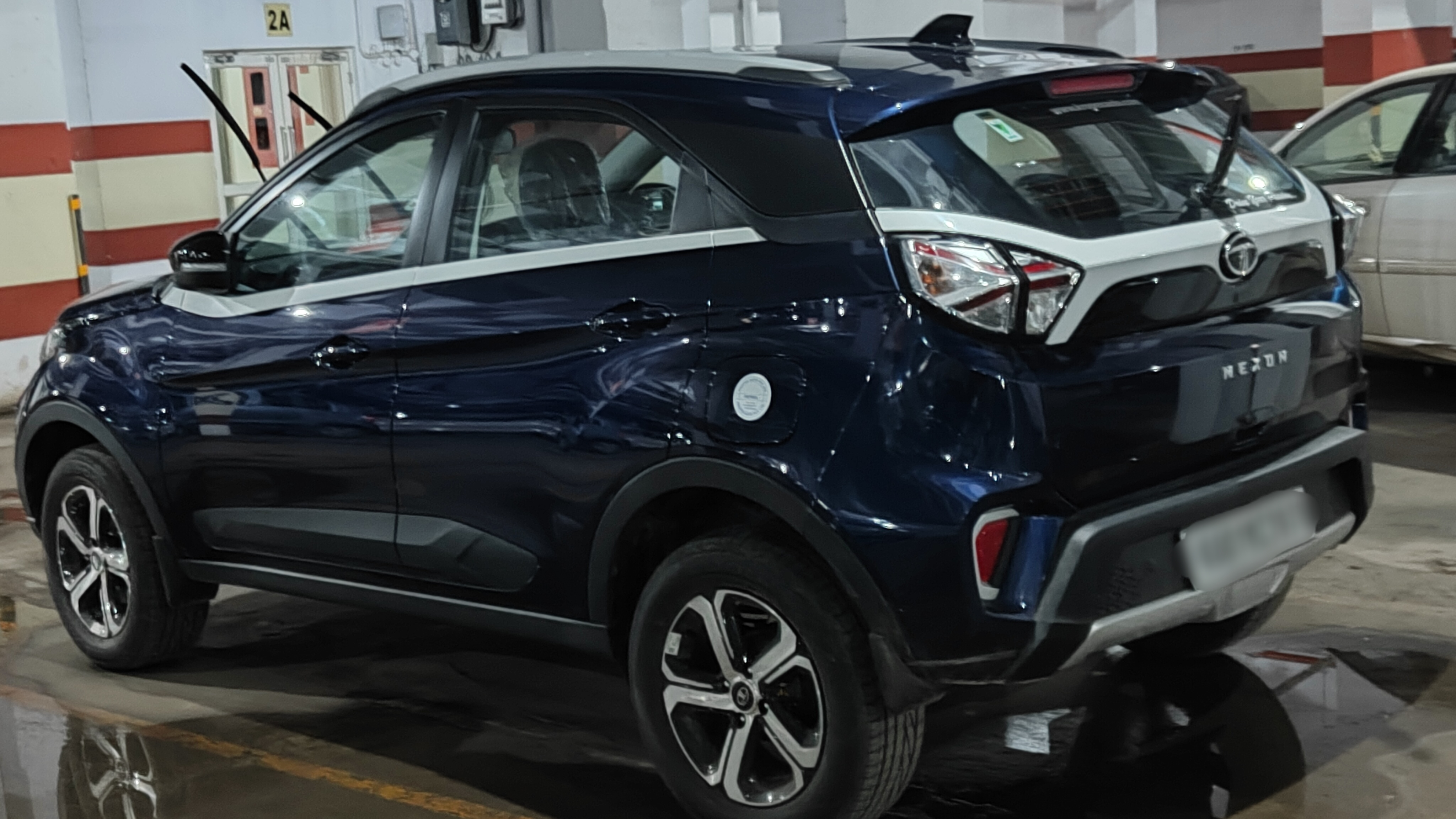
2023 Tata Nexon XZA вид ззаду (Індія)

### Другий фейсліфт
Другий фейсліфт Nexon було представлено 1 вересня 2023 року. Він отримав оновлену передню панель, натхненну концептом Tata Curvv, оновлену задню частину зі світлодіодною смугою на всю ширину, нові функції, такі як більший 10,25-дюймовий сенсорний екран і двоспицеве кермо з підсвіченим логотипом Tata.

## Nexon.EV

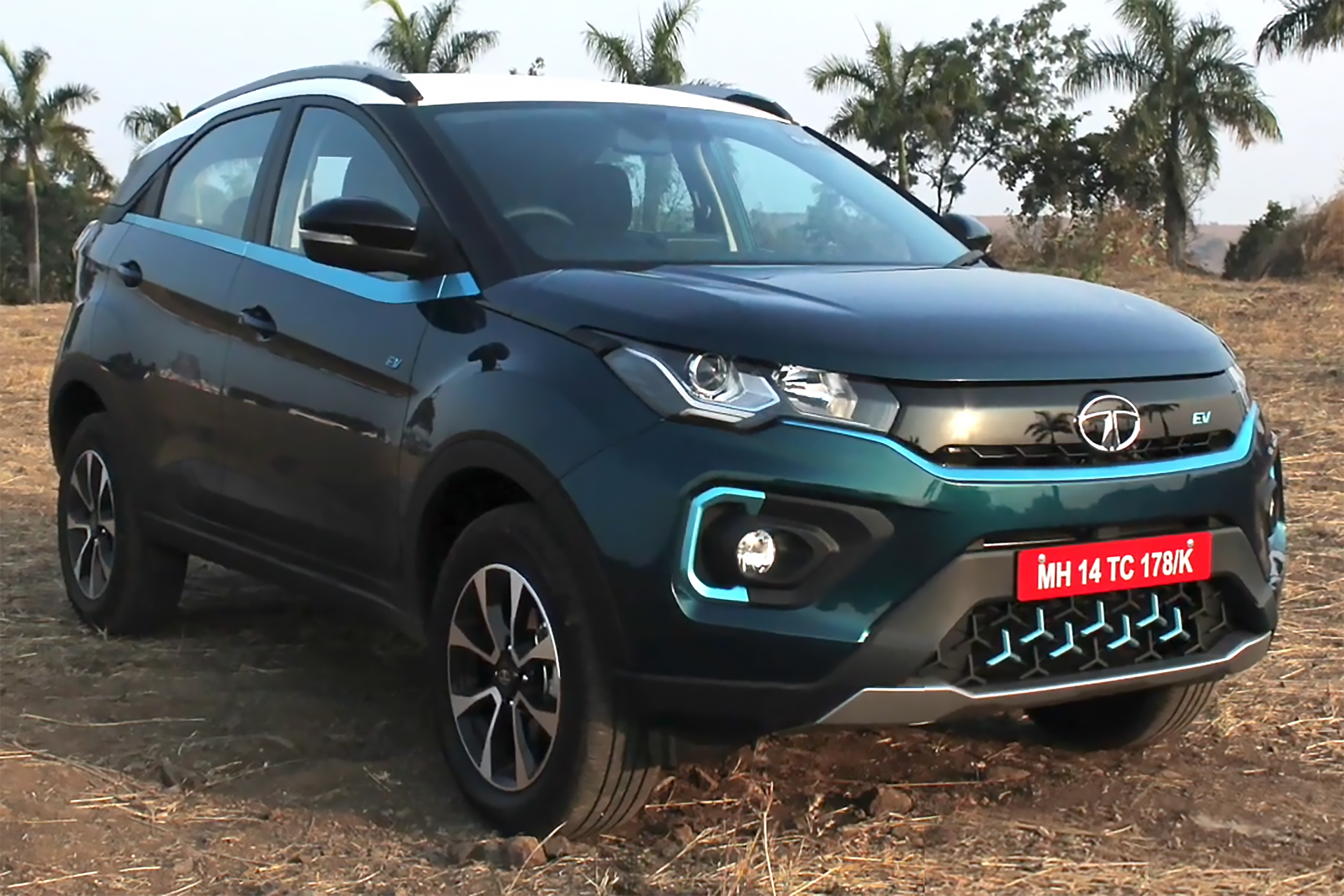
2020 Tata Nexon EV (до фейсліфту)

Електрична версія Nexon була представлена 19 грудня 2019 року. Nexon EV (стилізований як Nexon.ev) використовує компоненти від бренду технологій електромобілів Ziptron Tata Motors. Електродвигун видає 94,7 кВт (129 к.с.) і 245 Н⋅м крутного моменту та розгін до 100 за 9,9 секунди. У топ-моделі досяга 167 к.с. Він має батарею ємністю 30,2 кВт/год із діапазоном ходу за ARAI до 312 км.
Акумулятор можна повністю зарядити менш ніж за 8 годин за допомогою зарядного пристрою на 7,2 кВт, який можна придбати в Tata Motors. Його також можна заряджати за допомогою кабелю живлення на 15 ампер, який можна використовувати в будь-якому місці з необхідною розеткою. Швидку зарядку DC 25 кВт можна використовувати для зарядки акумулятора від 0 до 80% за 1 годину.
Tata розпочала підписку на Nexon EV у серпні 2020 року. Повідомлялося, що Nexon EV став найбільш продаваним електромобілем в Індії у 2020 році
Tata Motors змінила назву стандартного Nexon EV на Nexon EV Prime у липні 2022 року, щоб відрізнити його від моделі вищого класу Nexon EV Max. Nexon EV Prime тепер має чотириступеневе рекупераційне гальмування, круїз-контроль і TPMS.
Tata Autocomp System Limited виробляє батареї для Tata Nexon EV. Компанія має спільне підприємство з Guoxuan Hi-Tech для виробництва акумуляторів в Індії на заводі Tata Motors у Сананді, Гуджарат.

### Nexon EV Max
У травні 2022 року Tata випустила далекобійну версію Nexon EV Max.  Електродвигун видає 106,64 кВт (143 к.с.) і 250 Н⋅м крутного моменту та розганяється 0–100 км/год  менш ніж за 9 секунд. Він має батарею ємністю 40,5 кВт/год із дальністю ходу за рейтингом ARAI до 437 км.

#### Nexon EV Max Dark
У квітні 2023 року Tata Motors випустила темну версію Nexon EV Max.  Ця версія доступна в двох комплектаціях — XZ+ Lux і XZ+Lux із зарядним пристроєм на 7,3 кВт. Автомобіль виконано в кольорі Oberon Black і має повністю чорний інтер’єр із синіми вставками на екстер’єрі та в інтер’єрі, які характерні для EV. Продуктивність ідентична стандартному Nexon EV Max. Це видання принесло одну нову функцію, нову 10,25-дюймову сенсорну інформаційно-розважальну систему.

### Фейсліфт
Фейсліфт Tata Nexon EV був представлений 7 вересня 2023 року. Він отримав оновлену передню панель, натхненну концепцією Tata Curvv EV, оновлену передню частину зі світлодіодною світловою панеллю на всю ширину та нові функції, такі як більший 12,3-дюймовий сенсорний екран, панель бездротової зарядки, два порти швидкої зарядки Type-C і три режими водіння, доступ до яких можна отримати з центральної консолі.
Класи підтяжки обличчя Nexon: Creative+, Fearless, Fearless+, Fearless+ (S), Empowered, Fearless (LR), Fearless+ (LR), Fearless+ (S) (LR) і Empowered+ (LR). Знак «+» позначає додаткові пакети, тоді як (S) означає опцію люка, а (LR) — опцію дальнього радіусу дії.

## Конструкція
Габаритна довжина моделі – 3,994 м. – менше 4 метрів, що дозволяє отримати власнику певні податкові пільги в Індії.
Ширина - 1,881 м, висота - 1,607 м. Колісна база - 2,498 м.
Побудований на платформі Tata X1, яка також є основою для інших компактних моделей Tata Motors, але кросовер Nexon став останнім автомобілем на цій базі, оскільки ця платформа вважається компанією безперспективною і застарілою  .
Двигун - бензиновий об'ємом 1.2 літри потужністю 110 к.с. або турбодизель об'ємом 1.5 л потужністю також 110 к.с.
Коробка передач - 6-ступінчаста механічна, з літа 2018 стала доступна роботизована трансмісія.
Привід – лише передній. Дорожній просвіт - 200 мм.
Безпека: у 2018 році за краш-тестами індійського агентства безпеки GlobalNCAP отримано результат 5 зірок - це перший індійський автомобіль, що отримав такий високий результат.